# Карл Филип Франц фон Хоенлое-Бартенщайн
Карл Филип Франц фон Хоенлое-Бартенщайн (на немски: Karl Philipp Franz zu Hohenlohe-Bartenstein) е от 1729 до 1763 г. граф, от 1744 г. княз на Хоенлое-Бартенщайн.

## Биография
Роден е на 12 юли 1702 година във Ванфрид. Той е син на Филип Карл Каспар фон Хоенлое-Бартенщайн (1668 – 1729) и втората му съпруга ландграфиня София Леополдина фон Хесен-Рейнфелс-Ротенбург (1681 – 1724), дъщеря на ландграф Карл фон Хесен-Ванфрид (1649 – 1711) и втората му съпруга Александрина Юлиана фон Лайнинген-Дагсбург (1651 – 1703). Брат е на Йозеф Антон Фридрих (1707 – 1764), от 1745 г. княз на Хоенлое-Бартенщайн-Пфеделбах, домхер в Страсбург 1725, Антон Рупрехт Франц Фердинанд (1709 – 1745), княз на Хоенлое-Бартенщайн. Полубрат е на Мария Франциска (1698 – 1757), омъжена на 11 август 1731 г. за ландграф Христиан фон Хесен-Рейнфелс (1689 – 1755).
Карл Филип е определен за духовничаеска кариера, следва първо юра, но се жени през 1727 г.
През 1688 г. наследството е разделено на Хоенлое-Валденбург-Шилингсфюрст и Хоенлое-Валденбург-Бартенщайн. През януари 1729 г. той наследява баща си като граф на Хоенлое-Бартенщайн. През 1742 г. императорът го номинира за таен императорски съветник. Карл Филип е издигнат от императора на 21 май 1744 г. на княз фон Хоенлое-Бартенщайн заедно с братовчед му Филип Ернст фон Хоенлое-Валденбург-Шилингсфюрст (1663 – 1759). През 1745 г. императорът го прави имперски камера съдия във Вецлар. Преди това баща му има същата служба.
През ок. 1750 г. Карл Филип започва да разширява дворец Бартенщайн (в Шроцберг). От 1760 г. следва преобразуването на двореца в бароков стил.
Умира на 1 март 1763 година във Вецлар на 60-годишна възраст и е погребан в тамошната катедрала. Наследен е като княз от синът му Лудвиг Карл Франц Леополд.

## Фамилия
Карл Филип Франц се жени на 26 май 1727 г. в Страсбург за принцеса София Доротея Вилхелмина Фридерика фон Хесен-Хомбург, графиня на Лимпург (* 18 февруари 1714, Оберзонтхайм; † 1 май 1777, Унтергрьонинген, Щутгарт), дъщеря на Лудвиг Георг фон Хесен-Хомбург, господар на Вининген (1693 – 1728) и Кристиана Магдалена Юлиана фон Лимпург-Зонтхайм (1683 – 1746). Тя е внучка на ландграф Фридрих II фон Хомбург-Вининген (1633 – 1708), принца фон Хомбург, и третата му съпруга графиня София Сибила фон Лайнинген-Вестербург (1656 – 1724).Те имат четири сина:
- Лудвиг Карл Франц Леополд (1731 – 1799), от 1 март 1763 г. княз на фон Хоенлое-Бартенщайн (1731 – 1799), женен на 6 май 1757 г. за графиня Поликсена фон Лимбург-Щирум (1738 – 1798)
- Клеменс Арманд Филип Ернст (1732 – 1792), губернатор на остров Гозо (1774 – 1792)
- Йозеф Кристиан Франц (1740 – 1817), 1795 г. епископ на Бреслау, херцог на Гроткау и княз на Найсе
- Кристиан Ернст Франц Ксавер (1742 – 1819)